# Catotricha subobsoleta
Catotricha subobsoleta är en tvåvingeart som först beskrevs av Alexander 1924.  Catotricha subobsoleta ingår i släktet Catotricha och familjen gallmyggor. Inga underarter finns listade i Catalogue of Life.